# Van Hogendorpplein
Het Van Hogendorpplein is een plein in Amsterdam-West, Westerpark.

## Geschiedenis en ligging
Het kreeg haar naam per raadsbesluit van 20 januari 1886, gelijk met de bijbehorende straat. Plein en straat werden vernoemd naar Gijsbert Karel van Hogendorp, een staatsman. Straat en plein liggen dan ook in de Staatsliedenbuurt. In 1956 werd aan de straat nog een sportpark naar hem vernoemd Sportpark Van Hogendorpstraat. Meerdere steden, waaronder Gouda (van Hogendorpplein) hebben straten, pleinen etc. naar deze staatsman vernoemd. 
Het plein had een driehoek als plattegrond; er heeft enige tijd ook een rotonde gelegen. In 1955 kwam er een speeltuin, ingericht door de Dienst der Publieke Werken, dus waarschijnlijk van de hand van Jacoba Mulder en Aldo van Eyck. 
Het plein fungeert in 2019 als T-kruising van de Van der Duijnstraat en (van zuid naar noord) de Van Hogendorpstraat, Van der Hoopstraat en Joan Melchior Kemperstraat. Ze vormt tevens het begin van die straten, die hier alle drie een poortgebouw hebben.

## Gebouwen
Alle oorspronkelijk bebouwing werd in de jaren tachtig gesloopt in verband met stadsvernieuwing. De oude gebouwen uit de tijd van de revolutiebouw (snel bouwen in verband met woningtekort) waren dermate uitgewoond en vervallen dat opknappen te kostbaar was. Tijdens die stadsvernieuwing verdween ook een schakelhuisje van het GEB uit 1921 en vermoedelijk ook een politiepost. De gebouwen aan het plein hebben sindsdien even huisnummers oplopend van 2 tot en met 112. Er is slechts een oneven huisnummer is gebruik; een school (in 2019 Westerparkschool genoemd) heeft als adres huisnummer 11. 

## Kunst in openbare ruimte
Er zijn drie uitingen van kunst in de openbare ruimte te vinden:
- kunstenaar F. Starik maakte voor de gehele wijk een serie van zestien keramische tableaus langs een fietsroute, waarvan zich hier een bevindt, motto is "een denkbeeldige groet die een bijdrage levert aan een opgewektere wereld"; de kunstenaar beeldde zichzelf af als zwaaiende fietser
- kunstenaar Erik Mattijssen (1957) maakt in 1989 een plafondschildering onder het poortgebouw naar de Van der Hoopstraat; het maakte deel uit van een totale inrichting van het plein; schildering en inrichting werden later losgekoppeld, het plein was niet praktisch genoeg als speeltuin en werd heringericht[2]
- het transformatorhuisje uit de jaren tachtig kreeg mozaïek rondom; ontwerp door Ursula Krone op basis van tekeningen van leerlingen Westerparkschool.Uitgevoerd door Lilian Fäustle (mandalaydesign.com) en honderd buurtbewoners.

## Afbeeldingen

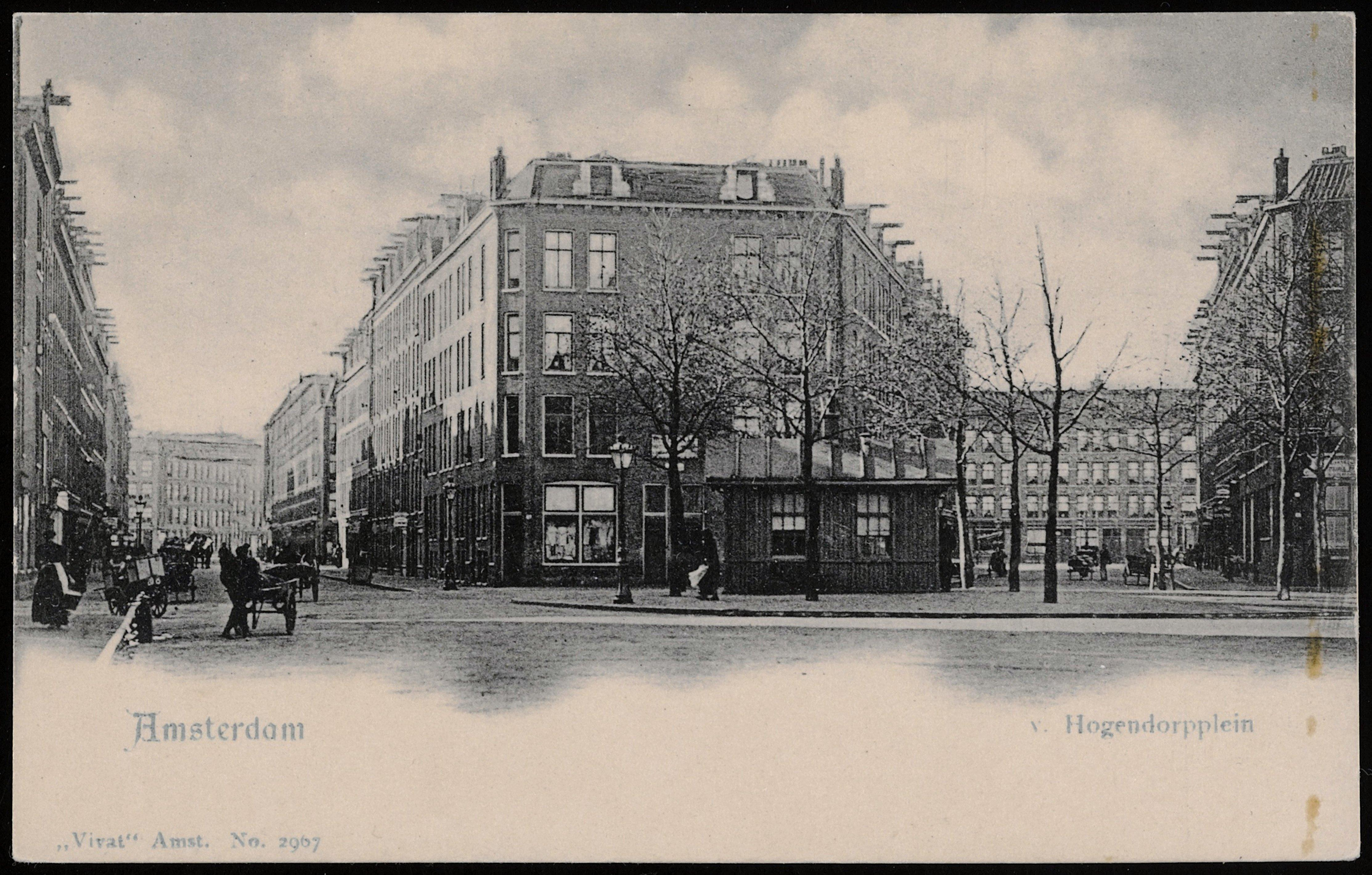
Van Hogendorpplein rond 1910
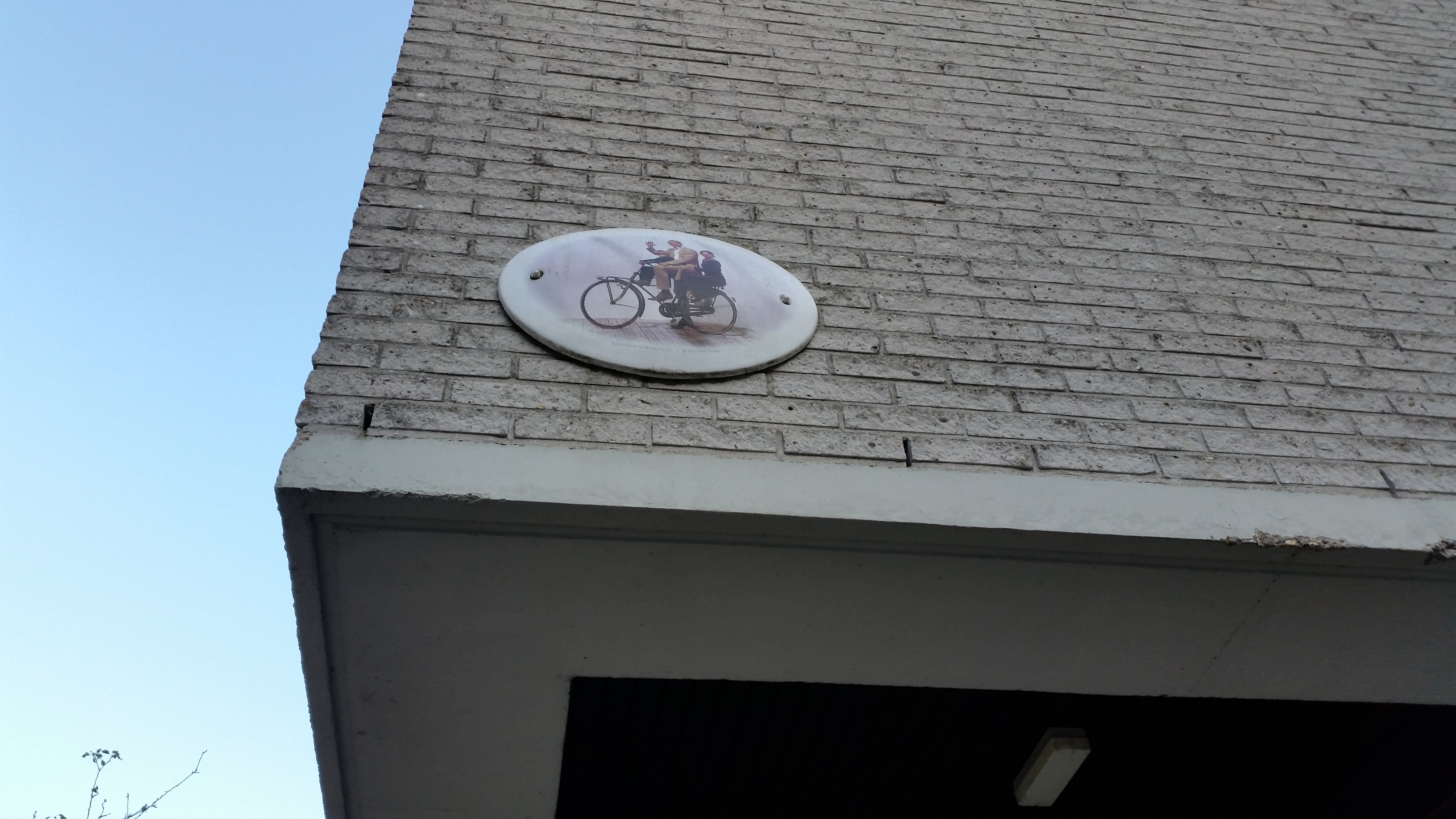
Zwaaiende fietser (oktober 2019)
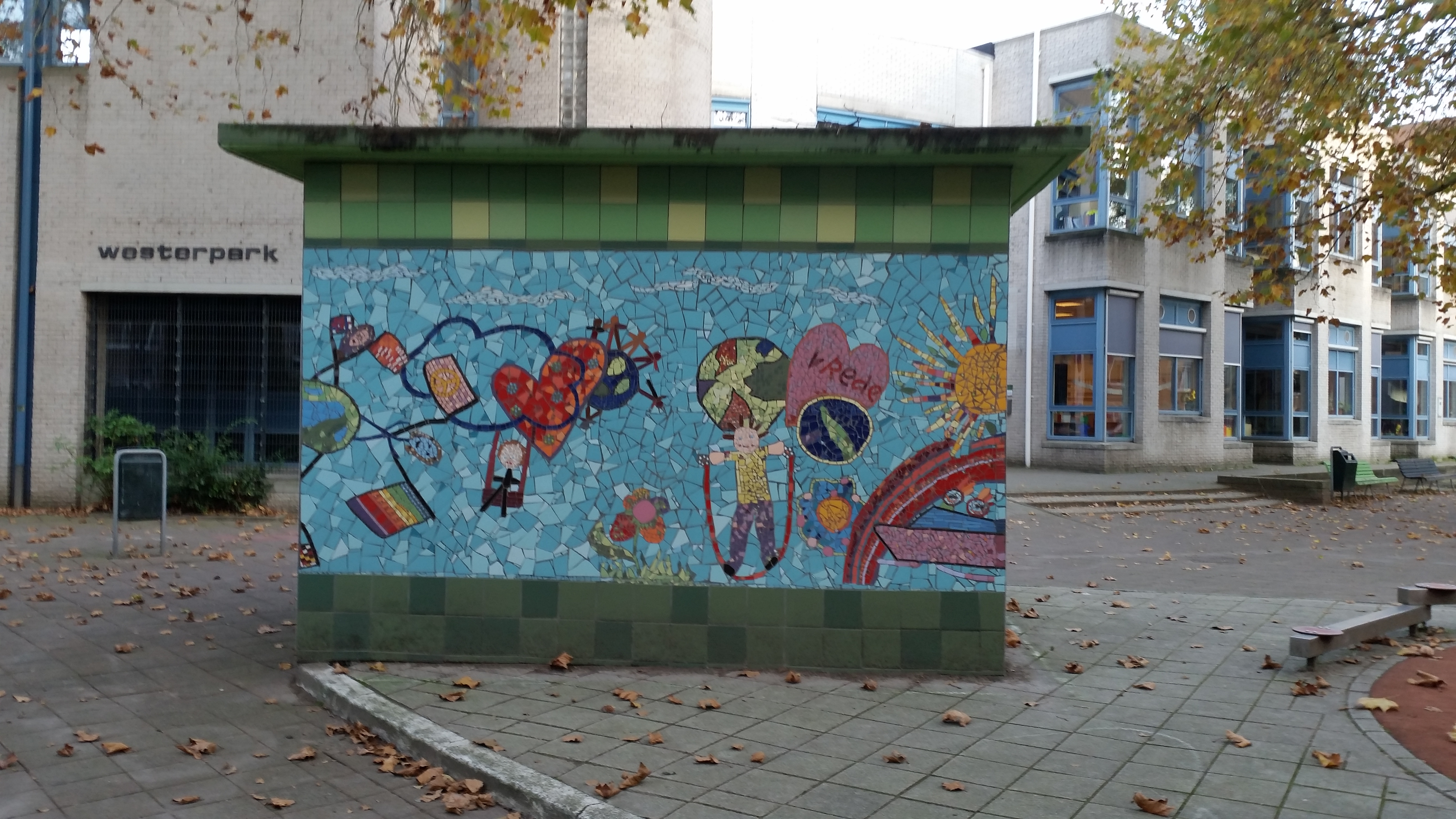
Mozaïek op transformatorhuis (oktober 2019)
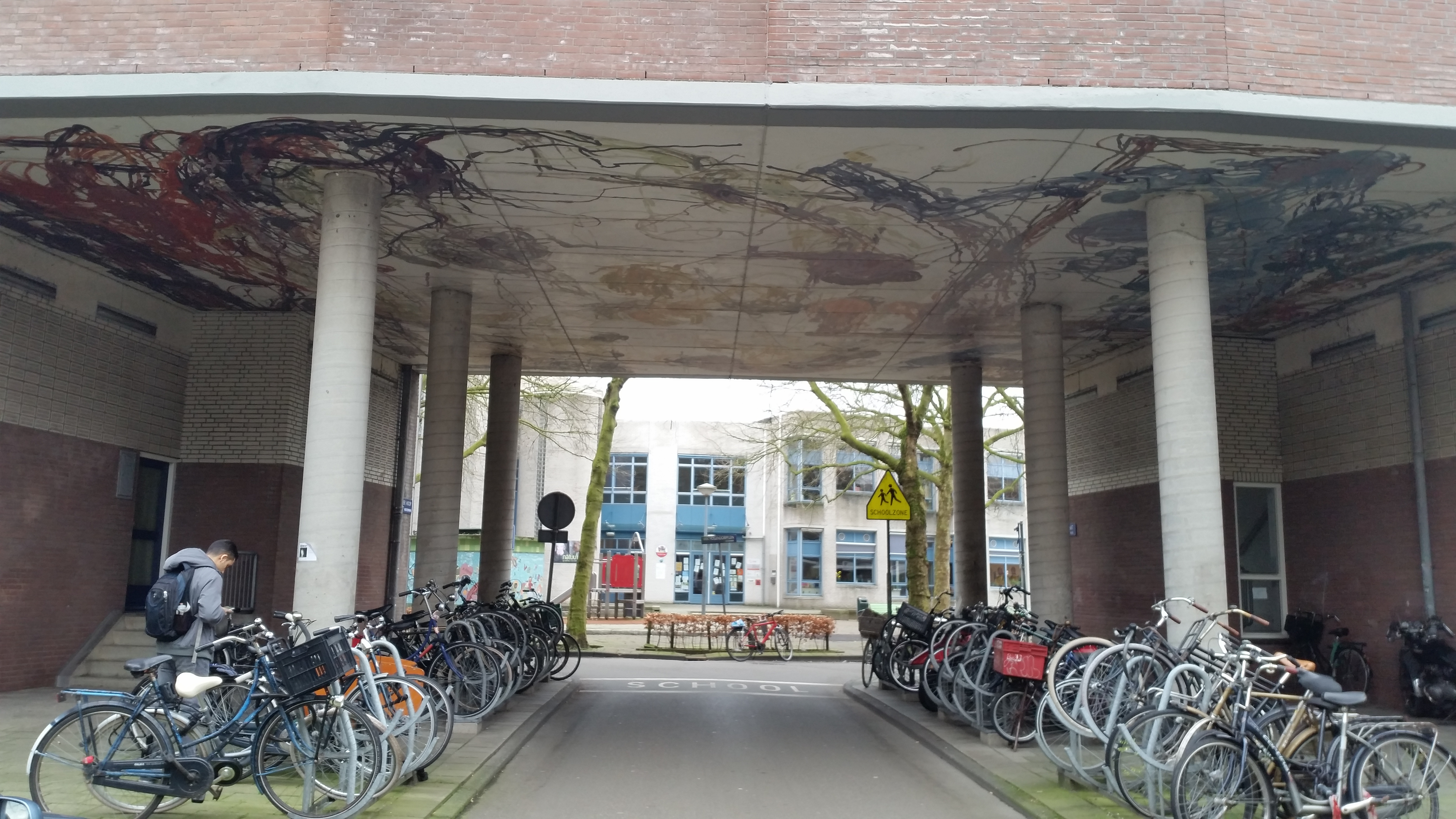
Plafondschildering van Erik Mattijssen (januari 2020)